# Григорій Сковорода в літературі
Список прозових творів та поезій, де основним чи одним з персонажів є Григорій Сковорода або є мотиви його життя та творчості.

## 19 століття
- 1812 — сатиричний роман Василя Наріжного «Российский Жилблаз, или Похождения князя Гаврилы Симоновича Чистякова».
- 1836 — оповідання з життя Григорія Сковороди «Майоре, майоре!» Ізмаїла Срезневського. Вперше опубліковане у журналі «Московский наблюдатель»[1]
- 1855 — повість «Близнята» Тараса Шевченка[2]
- 1870-і — байки Павла Білецького-Носенко «Мудрець да старшина войсковий», «Сковорода»
- 1894, опубл. 1917 — повість Миколи Лєскова «Зайців реміз»

## 20 століття
- 1909 — поема Пантелеймона Куліша «Грицько Сковорода»
- 1940 — поема-симфонія Павла Тичини «Сковорода»
- 1924 — імпресіоністична повість Михайла Івченка «Напоєні дні»
- 1929 — ліро-епічна поема Валер'яна Поліщука «Григорій Сковорода», котру сам автор називав «біографічно-ліричним романом з перемінного болісного та веселого життя українського мандрованого філософа»
- 1932 — поеми Онуфрія Іваха «Той, кого світ ловив, та не спіймав»
- 1942 — поема-ораторія Максима Рильського «Слово про рідну матір»
- 1943—1947 — епопея Юрія Клена «Попіл імперій»
- 1964—1967 — цикл віршів Володимира Підпалого «Григорій Сковорода»
- 1965 — поема Василя Бондаря «Сковорода у Бабаях»
- 1969 — роман Василя Шевчука «Предтеча»
- 1970 — поема Федора Малицького «Мудрець з Чорнух»
- 1972 — художній життєпис Івана Пільгука «Григорій Сковорода»
- 1984 — біографічна повість Івана Драча, Сергія Кримського та Мирослава Поповича «Григорій Сковорода»
- Вірші: Василь Стус «Дума Сковороди» (1964)[3], «Голос Сковороди», «Сковорода. Хвилеві трени»[4], Ліна Костенко «Ой ні, ще рано думати про все»[5], сонети «Сковорода» Івана Світличного (1973)[6], Дмитро Павличко «Сковорода» (1967)[7], варіації та переспіви Івана Драча: "Весняна пісня Григорія Варсави Сковороди: (з листа до Ковалинського), «Молитва сліз Григорія Варсави Сковороди», «Сердечна печера Григорія Варсави Сковороди (Сад божественних пісень. Пісня 8)», "Час (Сад божественних пісень. Пісня 23).

## 21 століття
- 2021 — книга-поема Наталі Дзюбенко-Мейс «Сковорода»